# Biathlon aux Jeux olympiques de 1992
Navigation
Calgary 1988 Lillehammer 1994
Les épreuves de biathlon aux Jeux olympiques d'hiver de 1992 ont lieu aux Saisies entre le 11 au 20 février 1992.

## Palmarès

### Hommes
| Épreuve           | Or                                                              | Argent                                                                                         | Bronze                                                         |
| ----------------- | --------------------------------------------------------------- | ---------------------------------------------------------------------------------------------- | -------------------------------------------------------------- |
| 10 km sprint      | Mark Kirchner                                                   | Ricco Groß                                                                                     | Harri Eloranta                                                 |
| 20 km individuel  | Jevgenij Redkin                                                 | Mark Kirchner                                                                                  | Mikael Löfgren                                                 |
| Relais 4 × 7,5 km | Allemagne Ricco Groß Jens Steinigen Mark Kirchner Fritz Fischer | Équipe unifiée de l’ex-URSS Valeri Medvedtsev Alexander Popov Valeri Kirienko Sergei Tchepikov | Suède Ulf Johansson Leif Andersson Tord Wiksten Mikael Löfgren |

### Femmes
| Épreuve           | Or                                                   | Argent                                           | Bronze                                                                   |
| ----------------- | ---------------------------------------------------- | ------------------------------------------------ | ------------------------------------------------------------------------ |
| 7,5 km sprint     | Anfisa Reztsova                                      | Antje Misersky                                   | Elena Belova                                                             |
| 15 km individuel  | Antje Misersky                                       | Svetlana Petcherskaia                            | Myriam Bédard                                                            |
| Relais 3 × 7,5 km | France Corinne Niogret Véronique Claudel Anne Briand | Allemagne Uschi Disl Antje Misersky Petra Schaaf | Équipe unifiée de l’ex-URSS Elena Belova Anfisa Reztsova Elena Melnikova |

## Tableau des médailles
| Rang | Nation                      | Or | Argent | Bronze | Total |
| ---- | --------------------------- | -- | ------ | ------ | ----- |
| 1er  | Allemagne                   | 3  | 4      | 0      | 7     |
| 2e   | Équipe unifiée de l’ex-URSS | 2  | 2      | 2      | 6     |
| 3e   | France                      | 1  | 0      | 0      | 1     |
| 4e   | Suède                       | 0  | 0      | 2      | 2     |
| 5e   | Canada                      | 0  | 0      | 1      | 1     |
| »    | Finlande                    | 0  | 0      | 1      | 1     |